# La Calle
La Calle (in croato Lakal) è un isolotto disabitato della Croazia, situato lungo la costa occidentale dell'Istria, a nord del canale di Leme.
Amministrativamente appartiene al comune di Orsera, nella regione istriana.

## Geografia
La Calle si trova a sudovest del capo Sakov rt e dell'insenatura di Valcanella (uvala Vankanela) e a ovest di val Soline o Saline (uvala Soline). Nel punto più ravvicinato, dista 610 m dalla terraferma (Sakov rt).
La Calle è uno scoglio ovale, orientato in direzione nordovest-sudest, che misura 90 m di lunghezza e 60 m di larghezza massima. Ha una superficie di 5123 km² e uno sviluppo costiero di 0,264 km.

### Isole adiacenti
- Verluzza (Mrlučica), piccolo scoglio situato circa 610 m a sudest di La Calle.
- Isole Salomone (otoci Salamun), coppia di isolotti 630 m a est di La Calle.
- Fighera (Figarolica), scoglio rotondo situato 435 m a nordest di La Calle.
- Tufo (Tuf), scoglio situato 510 m a nord di La Calle.
- Tondo Piccolo (Tovarjež), scoglio tondo posto 1 km circa a nordovest di La Calle.
- Tondo Grande (Gusti Školj), scoglio tondo posto 900 m a ovest di La Calle.

### Cartografia
- (HR) Mappa topografica della Croazia 1:25000, su preglednik.arkod.hr.